# Félix Cárdenas
Félix Rafael Cárdenas Ravelo (Encino, Santander, 24 de novembro de 1973) é um exciclista colombiano de rota.
Competiu na Europa em equipas como a Kelme e o Cafés Baqué. Destacado escalador, conseguiu vitórias em duas das Grandes Voltas, como a 12.ª etapa do Tour de France de 2001 com final em Ax 3 Domaines e três etapas na Volta a Espanha, em 2000 (La Molina), 2003 (Serra Nevada) e 2004 (La Covatilla). A sua última equipa profissional foi a Barloworld em 2009.
Regressou à Colômbia e a partir de 2010 e fez parte da equipa aficionada de GW Shimano, onde se consagrou bicampeão da Volta à Colômbia em 2011 e 2012. Actualmente é director desportivo da mesma equipa.

## Palmarés
| - 1995 - Volta a Boyacá - 2000 - 1 etapa da Volta a Espanha - 1 etapa do Tour de Limusino - 2001 - 1 etapa do Tour de France - 2002 - 2 etapas da Volta à Colômbia - 1 etapa do Giro do Trentino - 2003 - 2.º na Volta a Boyacá - 1 etapa Volta a Espanha, mais classificação da montanha - 2 etapas Volta à Colômbia - 1 etapa Volta a Castela e Leão - Volta à La Rioja, mais 1 etapa - 1 etapa do Clássico RCN - 2004 - 1 etapa Volta a Espanha, mais classificação da montanha - 2005 - Tour do Japão, mais 2 etapas | - 2006 - 1 etapa do Brixia Tour - Clássica de Ordizia - Grande Prêmio Indústria e Commercio Artigianato - 2007 - 1 etapa Giro del Capo - 2010 - Campeonato da Colômbia em Estrada - Clássico RCN - 2011 - Volta à Colômbia mais 2 etapa - 2012 - 1 etapa Volta a Chile - Volta à Colômbia, mais 3 etapas - Campeonato da Colômbia em Estrada - 2013 - 1 etapa da Volta à Colômbia - 2014 - 1 etapa da Volta à Colômbia |

## Resultados nasgrandes voltas
| Carreira        | 2000 | 2001 | 2002 | 2003 | 2004 | 2005 | 2006 | 2007 | 2008 | 2009 |
| Giro d'Italia   | Ab.  | -    | -    | -    | -    | -    | -    | -    | 16°  | 66°  |
| Tour de France  | -    | 61°  | -    | -    | -    | -    | -    | 106° | Ab.  | -    |
| Volta a Espanha | 31°  | 95°  | -    | 8°   | 29°  | -    | -    | -    | -    | -    |

## Equipas
- Kelme-Costa Blanca (2000-2001)
- Cage Maglierie-Olmo (2002)
- 05 Orbitel (2003)[5]
- Cafés Baque (2003)[6]
  - Labarca 2-Cafés Baqué (2003)
  - Cafés Baqué (2004)
- Barloworld (2005-2009)
  - Team Barloworld-Valsir (2005)
  - Barloworld (2006-2007)
  - Barloworld-Bianchi (2008)

Como amador
- GW Shimano (2010-2012)
- Formesán-Bogotá Humana (2013-2014)